# 小克伦基
49°44′19″N 37°3′26″E / 49.73861°N 37.05722°E
小克伦基（烏克蘭語：Малі Кринки）是位於烏克蘭東部的村莊，由哈爾科夫州庫皮揚斯克區的舍夫琴科韦市镇負責管轄。該村始建於1922年，面積0.45平方公里，海拔高度122米，2001年人口15，人口密度每平方公里33.3人。